# 霍氏篩耳鯰
霍氏篩耳鯰，為輻鰭魚綱鯰形目甲鯰科的其中一種，為熱帶淡水魚，分布於南美洲亞馬遜河流域、烏卡亞利河流域，體長可達3.3公分，棲息在底層水域，棲息在底層水域，雜食性(偏愛草食性)，可作為經濟價值得觀賞魚，有時被涉及水族市面上常以小精靈名稱販售的物種之一，和同樣在市面上也被稱為小精靈的縱帶篩耳鯰、大斑篩耳鯰、瓦氏篩耳鯰、秘魯篩耳鯰和篩耳鯰混淆。

## 扩展阅读
維基物種上的相關：霍氏篩耳鯰